# 薩埃萊萊鄉
43°52′N 24°43′E / 43.867°N 24.717°E
薩埃萊萊鄉（羅馬尼亞語：Comuna Saelele, Teleorman），是羅馬尼亞的鄉份，位於該國南部，由特列奧爾曼縣負責管轄，面積29平方公里，海拔高度35米，2007年人口2,882，人口密度每平方公里99人。